# Pedro Strop
Pedro Ángel Strop (San Cristóbal, 13 giugno 1985) è un giocatore di baseball dominicano.

## Carriera

### Minor League
Strop iniziò la carriera nel professionismo nel ruolo di interbase, quando venne messo sotto contratto il 25 gennaio 2002 dai Colorado Rockies. Iniziò a giocare nel 2003 nella classe Rookie, nel 2004 giocò nella classe A-breve, categoria dove militò quasi interamente anche nella stagione 2005, eccetto qualche partita disputata nella Classe A.
Nel 2006 cambiò ruolo e divenne un lanciatore, giocando nel corso della stagione nella classe Rookie e nella classe A. Nel 2007 venne impiegato nella classe A-avanzata e nel 2008 giocò nella Doppia-A.
Il 19 settembre del 2008, Strop venne svincolato dalla franchigia, senza aver mai disputato una partita in Major League.

### Major League
Il 7 novembre 2008, Strop firmò con i Texas Rangers, con cui debuttò nella MLB il 28 agosto 2009, allo Hubert H. Humphrey Metrodome di Minneapolis contro i Minnesota Twins, affrontando come primo battitore Joe Mauer.
Il 1º settembre 2011 è stato ceduto ai Baltimore Orioles, per concludere lo scambio effettuato il giorno prima che ha riguardato Mike Gonzalez. 
Il 2 luglio 2013, gli Orioles scambiarono Strop e Jake Arrieta più una somma in denaro con i Chicago Cubs per Steve Clevenger e Scott Feldman. Con la franchigia vinse successivamente le World Series nel 2016. Divenne free agent al termine della stagione 2019.
Il 5 febbraio 2020, Strop firmò un contratto annuale del valore di 1.8 milioni di dollari con i Cincinnati Reds. Venne designato per la riassegnazione il 26 agosto e svincolato dalla franchigia il 31 agosto.
Il 5 settembre 2020, Strop tornò ai Cubs firmando un contratto di minor league. Divenne free agent a fine stagione.
Il 27 febbraio 2021, Strop rifirmò con i Cubs con un contratto di minor league con invito allo spring training incluso e una clausola per cui avrebbe ottenuto 800.000 dollari di stipendio in caso di apparizioni in major league. Il 12 aprile 2021, Strop promosso in MLB. Venne rimosso dalla lista dei giocatori il 17 aprile dopo aver ottenuto povere prestazioni. Il 5 maggio 2021, Strop venne svincolato su sua richiesta dalla franchigia.

## Nazionale
Con la nazionale di baseball della Repubblica Dominicana vinse il World Baseball Classic 2013.

## Palmarès

### Club
- World Series: 1

Chicago Cubs: 2016

### Nazionale
- World Baseball Classic:  Medaglia d'Oro

Team Rep. Dominicana: 2013